# 청력계

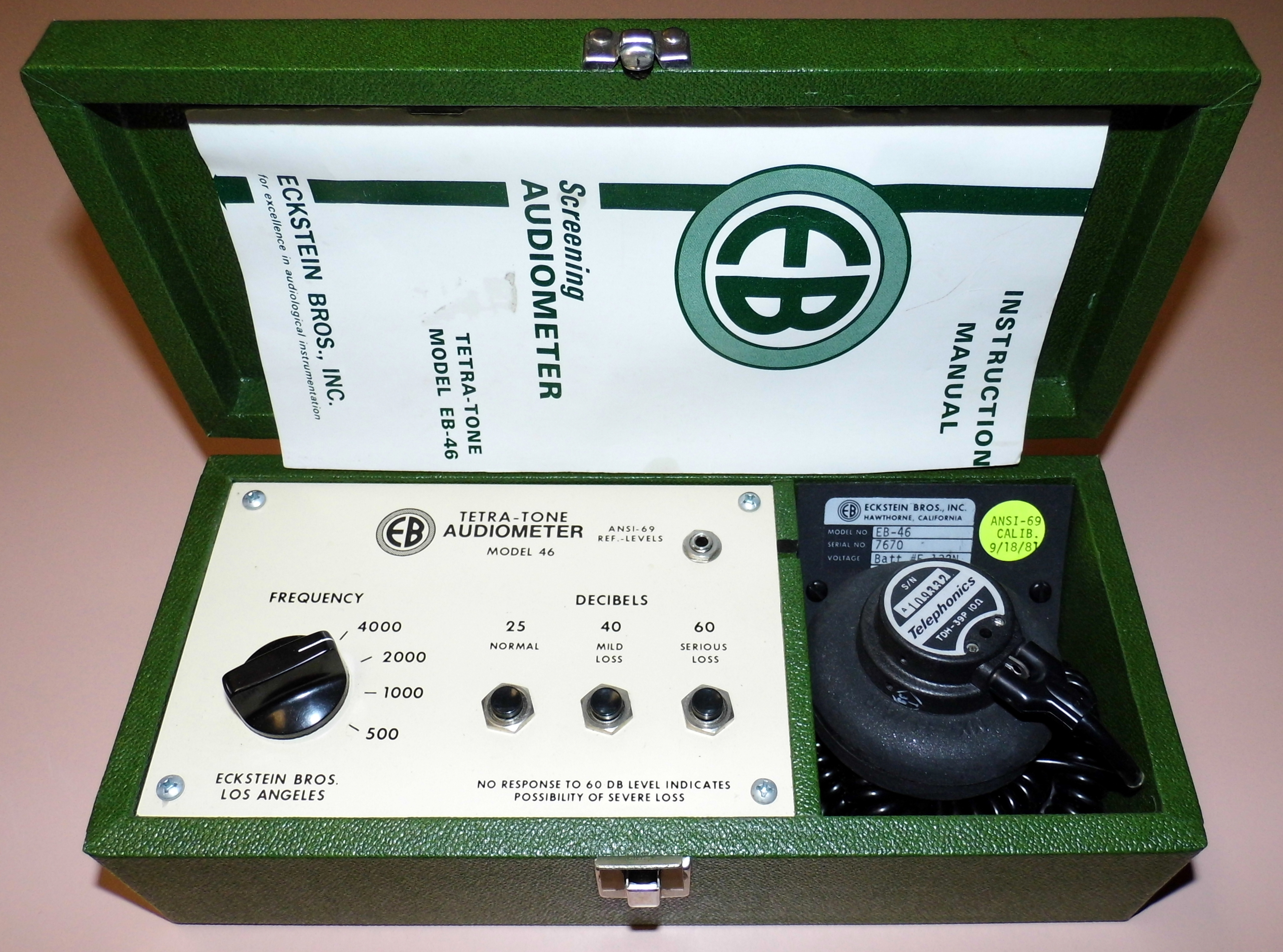

청력계 또는 오디오미터(audiometer)는 청력을 평가하는 데 사용되는 기계이다. 일반적으로 헤드폰에 연결된 내장형 하드웨어 장치와 피험자 피드백 버튼으로 구성되며 때로는 표준 PC로 제어된다. 이러한 시스템은 뼈 진동기와 함께 사용하여 전도성 청력 메커니즘을 테스트할 수도 있다.
청력계는 이비인후과(귀, 코, 목) 진료소와 청력 센터의 표준 장비이다. 하드웨어 청력계의 대안은 다양한 구성으로 사용할 수 있는 소프트웨어 청력계이다. PC 기반 청력검사기는 표준 컴퓨터를 사용한다. 임상 PC 기반 청력계는 일반적으로 소프트웨어 청력계보다 비싸지만 훨씬 더 정확하고 효율적이다. 이는 병원, 청각 센터 및 연구 커뮤니티에서 가장 일반적으로 사용된다. 이 청력계는 산업용 청력 테스트를 수행하는 데에도 사용된다. 일부 청력검사기는 연구자에게 자체 진단 테스트를 생성할 수 있는 기능을 제공하는 소프트웨어 개발자 키트도 제공한다.

## 같이 보기
- 청각학
- 청력검사

## 참고문헌
- IEC 60645-1. (November 19, 2001) "Audiometers. Pure-tone audiometers".
- BS EN ISO 389 (1997) "Acoustics. Standard reference zero for the calibration of pure tone air conduction audiometers"
- BS EN 60318-6 (2008) "Electroacoustics. Simulators of human head and ear. Mechanical coupler for the measurement of bone vibrators"